# Nacionalno prvenstvo ZDA 1940
Nacionalno prvenstvo ZDA 1940 v tenisu.

## Moški posamično
Donald McNeill :  Bobby Riggs  4-6 6-8 6-3 6-3 7-5

## Ženske posamično
Alice Marble :  Helen Jacobs  6-2, 6-3

## Moške dvojice
Jack Kramer /  Ted Schroeder :  Gardnar Mulloy /  Henry Prussoff 6–4, 8–6, 9–7

## Ženske dvojice
Sarah Palfrey Cooke /  Alice Marble :  Dorothy Bundy /  Marjorie Gladman Van Ryn 6–4, 6–4

## Mešane dvojice
Alice Marble /   Bobby Riggs :  Dorothy Bundy /  Jack Kramer 9–7, 6–1